# کالدارولا
کالدارولا (به ایتالیایی: Caldarola) یک منطقهٔ مسکونی در ایتالیا است که در استان ماچه‌راتا واقع شده‌است.

## خصوصیات
کالدارولا ۲۹٫۱ کیلومترمربع مساحت و ۱٬۸۸۶ نفر جمعیت دارد.